# Центральный спортивный комплекс (Рязань)
Центральный спортивный комплекс (ЦСК) — спортивный комплекс со стадионом в городе Рязань, вместимостью 25 000 (изначально 27 000) зрителей.

## История
Проектом планировки парка культуры и отдыха, разработанным в 1958 году мастерской им. академика  В.А.Веснина, была предусмотрена реконструкция существовавшего на месте будущего ЦСК стадиона «Трактор». Согласно проекту, помимо спортивной арены вместимостью до 20000–25000 зрителей, новое спортивное сооружение должно было включать в себя водную спортивную станцию с трибунами для зрителей и причал для прогулочных лодок. По решению Бюро обкома КПСС  для широкого обсуждения проект планировки был опубликован в областной газете «Приокская правда».
Восстановительные работы стартовали в сентябре 1969 года, когда начали ломать старые, деревянные трибуны стадиона «Трактор» (к тому времени — уже «Нефтяник», так как был передан на баланс НПЗ) и завозить землю: поначалу планировалось всего лишь реконструировать старый стадион, отстроив земляные трибуны. Позже это решение было пересмотрено в связи с тем, что футбольное поле и беговые дорожки занимали значительную часть площадки, и остающаяся для возведения трибун площадь оказывалась недостаточной для достижения необходимой вместимости, поэтому новым проектом предусматривалось сооружение более высоких трибун на железобетонном каркасе.
Строительные работы на месте будущего спортивного комплекса начались в начале 1970-х годов и в 1972 году уже появились байдарочные причалы и начались работы на месте бывшего стадиона «Нефтяник» («Трактор»), но в виду отсутствия необходимого финансирования объект был законсервирован.
Строительство возобновилось лишь в 1975 году, и в начале года были сооружены железобетонные конструкции северной и южной трибун нового стадиона, к концу года — восточной трибуны (со стороны пруда). К концу 1977 года стадион уже приобрел свой привычный вид и на ЦСК начали работу первые спортивные секции — шахматный клуб и «Аллея здоровья»; в начале 1979 года на поле стадиона был проведен зимний футбольный турнир «Подснежник».
Центральный спортивный комплекс был построен к Олимпиаде-1980, проходившей в Москве, в качестве резервной арены и для проведения на нём некоторых квалификационных соревнований.
По словам первого директора Центрального спорткомплекса Юрия Сергеевича Краснова, эта версия не соответствует действительности: «Ерунда все. Просто мы, ссылаясь на это, выбивали дефицитные материалы, таким образом пытались подхлестнуть строителей. А решение подогнать сроки окончания работ к открытию Олимпийских игр принималось позднее»
На данный момент установлено 25 000 индивидуальных пластиковых кресел, планируется дальнейшее оборудование стадиона в соответствии с требованиями ПФЛ.
Под трибунами стадиона расположены гостиничный комплекс, оздоровительный центр, кафе, тренажёрный зал, сауна.
На стадионе выступали такие клубы, как «Спартак-МЖК» и «Рязань».

## Инциденты
- 26 сентября 1989 года в состоялся футбольный матч между лидерами 1 зоны второй лиги СССР командами «Торпедо» и «Крыльями Советов» (Куйбышев), которые приехали на матч на клубном автобусе «Икарус». Страсти накалились ещё во время игры, после финального свистка получили дополнительный импульс — куйбышевцы победили 1:0. Толпа болельщиков двинулась к главному входу Центрального спортивного комплекса — раздался звон разбитого стекла клубного автобуса «Крыльев Советов». Спустя несколько часов милиционеры организовали «коридор», по которому гостевой автобус, вместе с футболистами и болельщикам, выехал с территории стадиона, однако местные болельщики отправились на вокзал Рязань I добиваться «справедливости»[2][3][4].

## Галерея
- Вид со 2-го яруса трибуны в сторону табло
- Вид со 2-го яруса на поле
- Панорама с сектора А
- Вид Центрального спортивного комплекса в июне 1978 года